# Thespesia acutiloba
Thespesia acutiloba är en malvaväxtart som först beskrevs av Bak. fil., och fick sitt nu gällande namn av Arthur Wallis Exell och Mendonca. Thespesia acutiloba ingår i släktet Thespesia och familjen malvaväxter. Inga underarter finns listade i Catalogue of Life.

## Bildgalleri

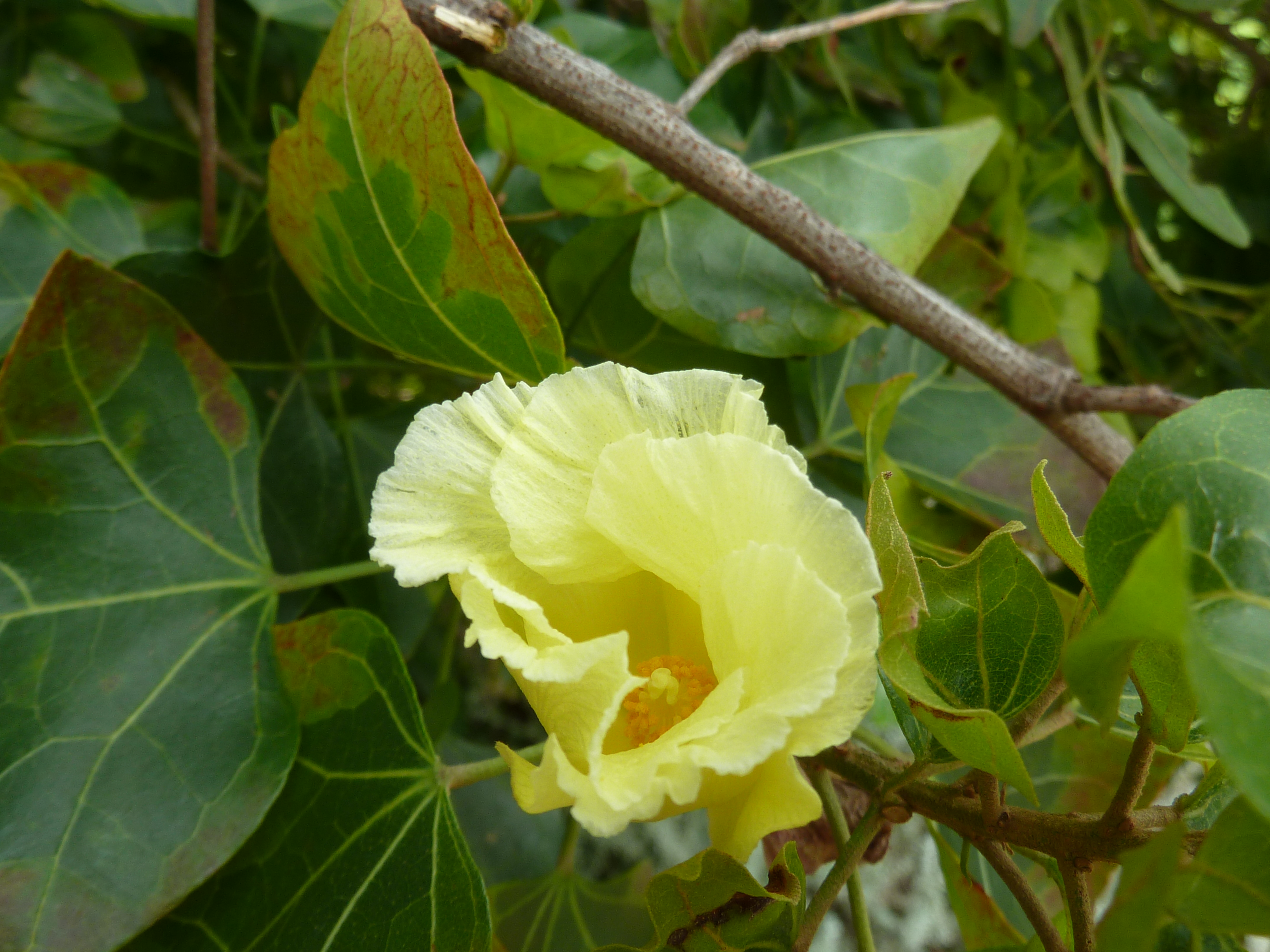
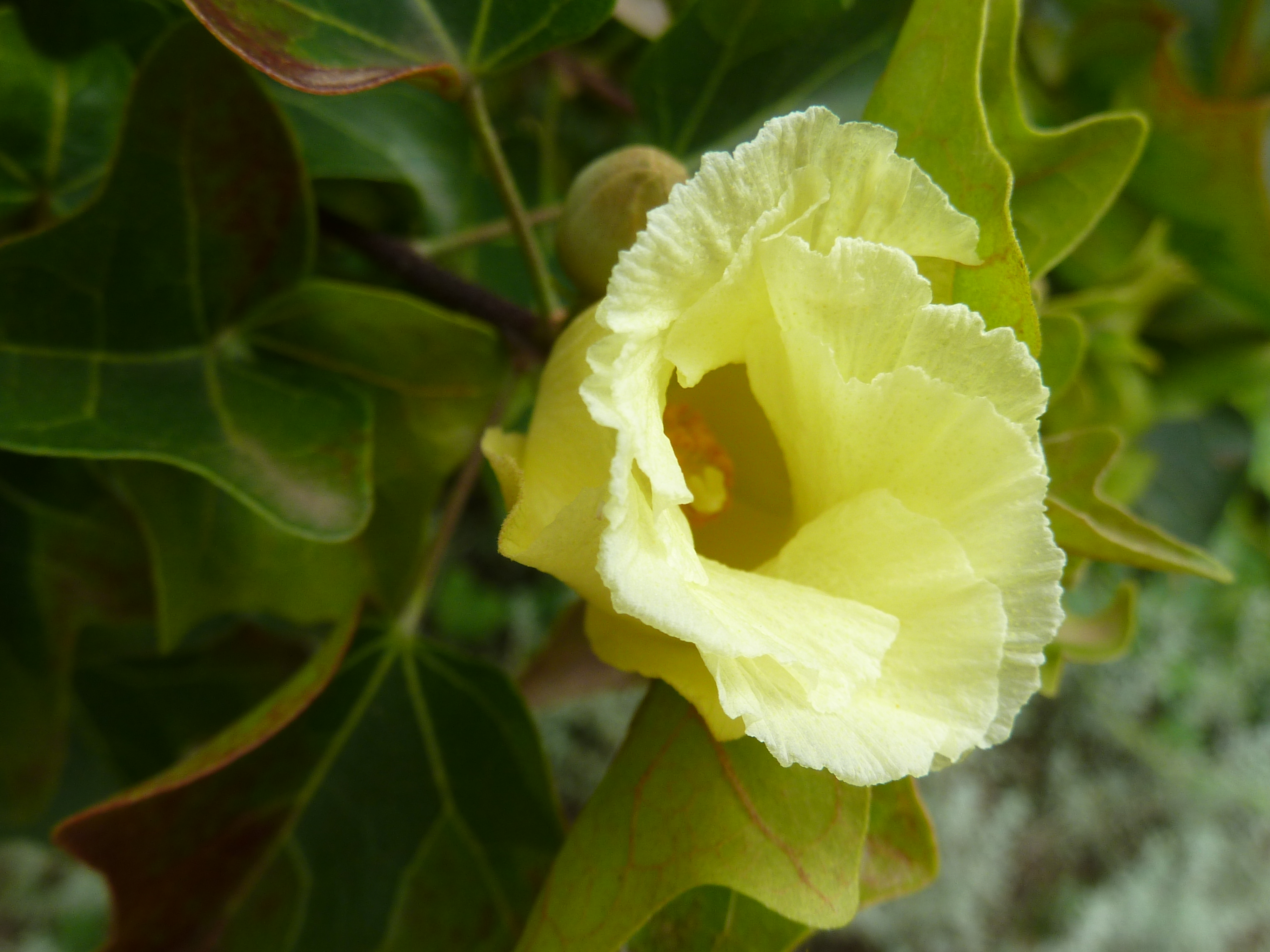
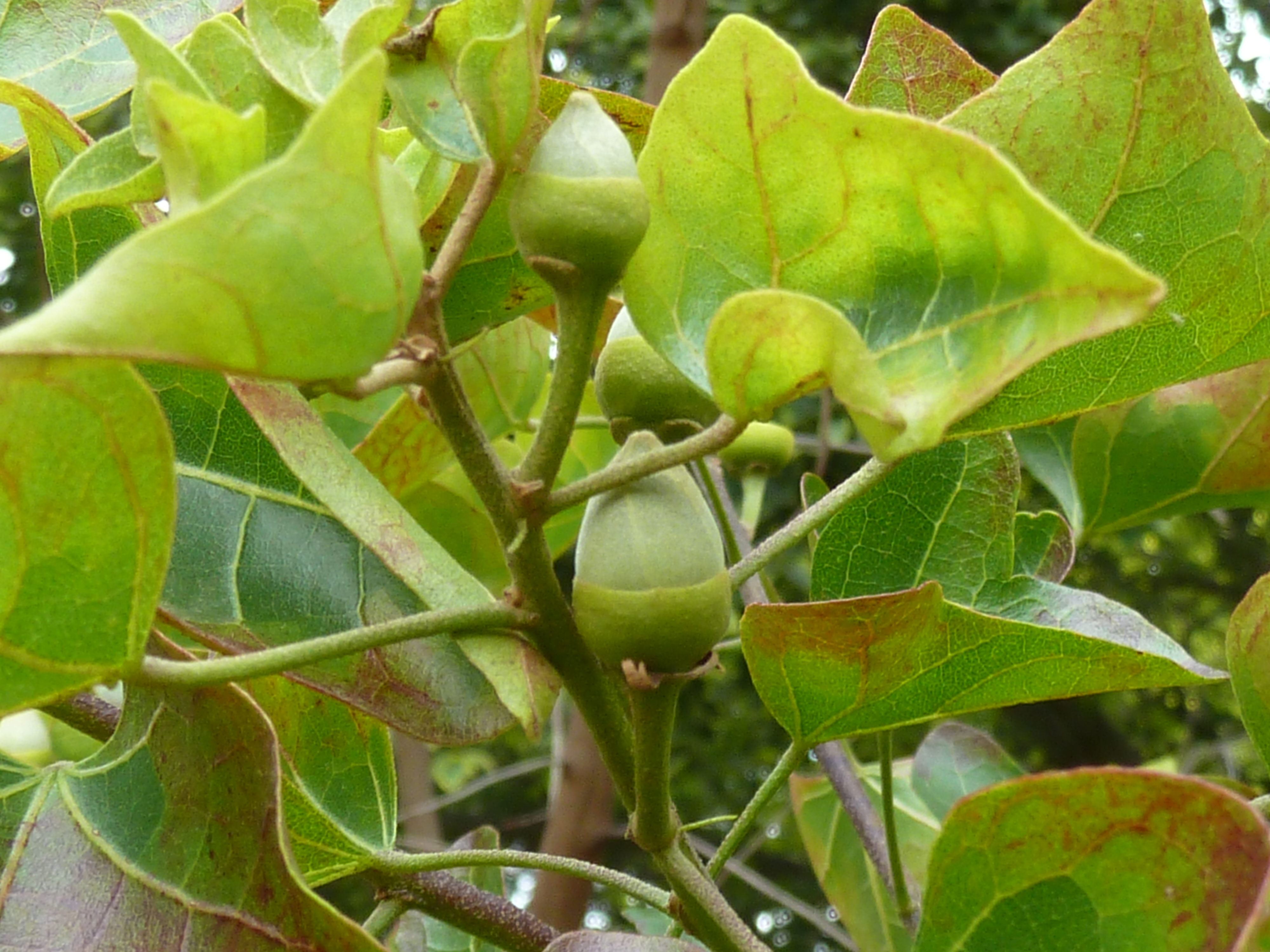
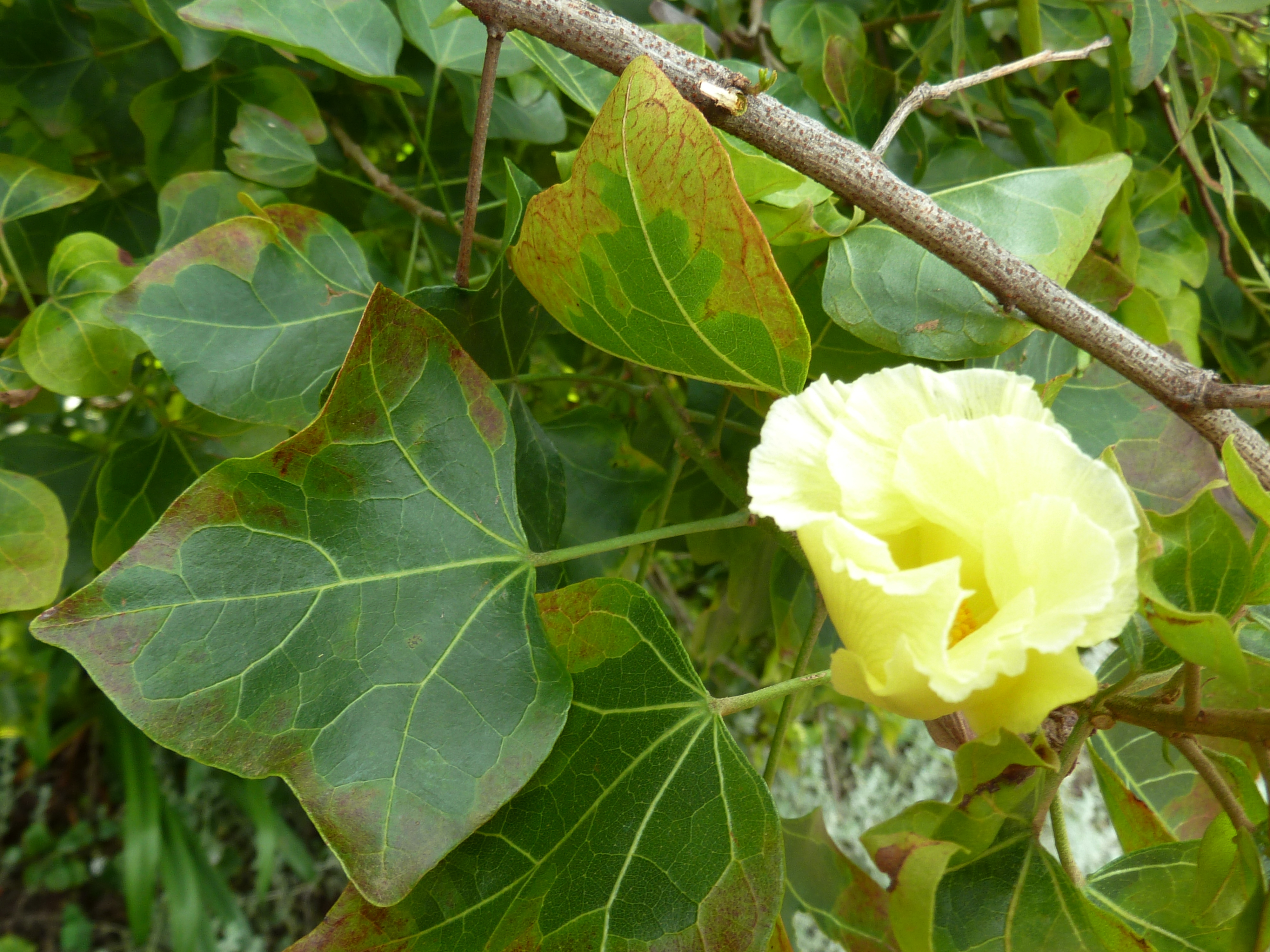
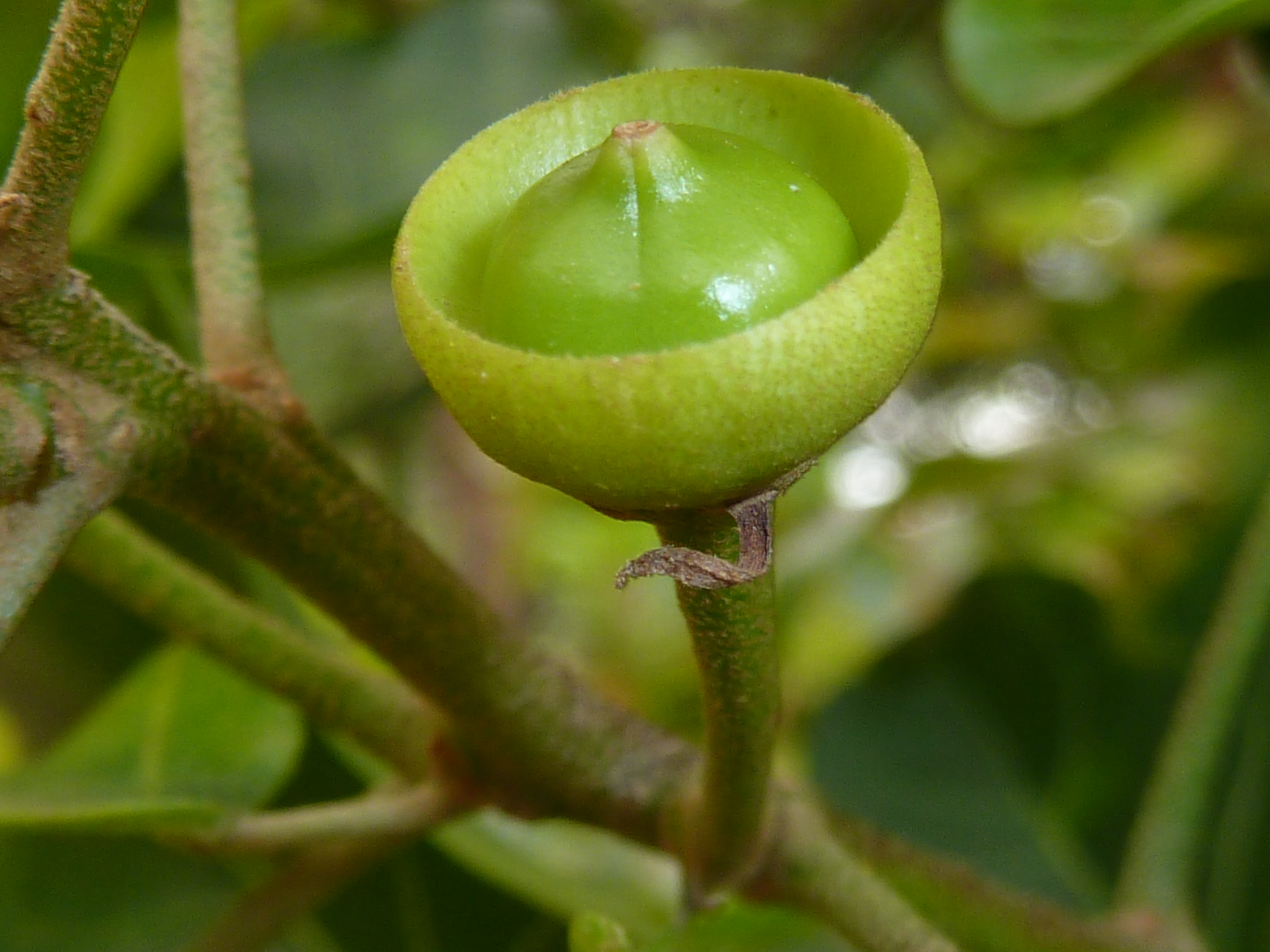